# Rommeldam

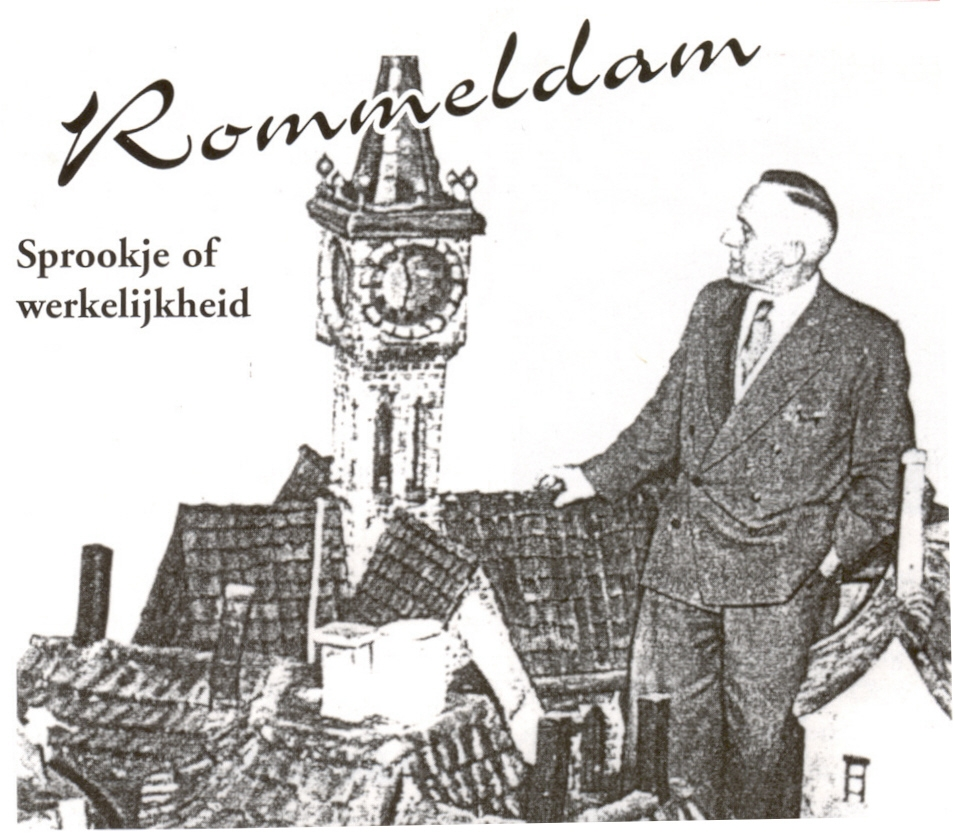
In werkplaats Gielissen te Eindhoven werd in 1955 drie maanden lang aan het miniatuurstadje gebouwd

Rommeldam is een fictieve stad en woonplaats van de hoofdrolspelers van de Bommelsaga van stripauteur Marten Toonder.

## Achtergrond
De stad kwam voor het eerst voor in het verhaal De geheimzinnige roverhoofdman uit 1941. In het verhaal De erfpachter vertelt ambtenaar eerste klasse Dorknoper aan Tom Poes dat de stad is gesticht in 1132. In het jaar 1353 is de naam nog Rommeldamme. De naam vertoont grote gelijkenis met de geboortestad van Toonder, Rotterdam, en is vermoedelijk dan ook een toespeling hierop.
Rommeldam is een klein stadje met veel middeleeuwse gebouwen. De vakwerkhuisjes hangen over de niet altijd verharde straten, scheve schoorstenen domineren het stedelijk silhouet van de spitse daken. De elite van Rommeldam is lid van de herensociëteit de Kleine Club. Rommeldam ligt in de buurt van De Zwarte Bergen. Rommeldam heeft een haven en ligt aan de rivier de Rommel, die bij Kattezijl in zee uitmondt.
De burgemeester van Rommeldam is de heer Dickerdack.
Aan de rand van de stad staan op een heuvel het kasteel Bommelstein en het château van de Markies de Canteclaer van Barneveldt. Bommelstein is de woning van Heer Bommel en zijn bediende Joost.

## Rommeldam in Oisterwijk
In de Nederlandse plaats Oisterwijk heeft een miniatuurversie van Rommeldam bestaan.
Theo Sluiter (restauranthouder) en Broos Dröge namen het initiatief voor de bouw van een miniatuurversie van Rommeldam. De oprichting van de N.V. Rommeldam vond plaats op 13 juni 1955 onder de naam Sprookjesstad Oisterwijk N.V. tot exploitatie van Marten Toonder's "Rommeldam", kortweg N.V. Sprookjesstad Oisterwijk of N.V. Rommeldam. Kees van der Weert van Toonder Studio's maakte de ontwerpen. Verder waren onder meer een architectenbureau, tuinarchitect, kunstschilder en elektrotechnici bij de bouw betrokken.
De 500 objecten voor het stadje waren van de hand van Jan Onkenhout uit Amsterdam. Ze moesten door Toonder worden goedgekeurd voor ze werden geplaatst. Ze varieerden in grootte van enkele decimeters (bijvoorbeeld het huisje van Tom Poes) tot meer dan twee meter hoog (bijvoorbeeld het stadhuis). Ook de Oude Schicht, de auto van Heer Bommel, ontbrak niet; er was zowel een kleine uitvoering als een auto op ware grootte (kenteken GX 11044).
De miniatuurstad werd gebouwd onder dennenbomen aan de rand van Oisterwijk, in de theetuin Gemullehoeken bij de kruising van de Gemullehoekenweg en de Kivitslaan. Ze had een oppervlak van 3,5 ha en bestond uit zo'n 400 huizen. De aanleg kostte zo'n 150.000 gulden. De attractie werd geopend op 29 juni 1955, met een openingsrede van Godfried Bomans. Een deel van de toegangsgelden was bestemd voor het Prins Bernhardfonds. Daarnaast waren er ook inkomsten uit reclame. De miniatuurstad werd draaiende gehouden door een bedrijfsleider en veertien man vast personeel.
Voor de bezoekers was er een boekje te koop getiteld Rommeldam in Oisterwijk met daarin een welkomstwoord van Heer Bommel, een rondleiding en een beschrijving van de geschiedenis van Rommeldam. In de miniatuurstad reden auto's en treinen, er was muziek te horen, 's avonds waren de gebouwen verlicht en de straatverlichting was aan en ook de vuurtoren functioneerde. Er werden regelmatig figuren ontvreemd, vooral die van Heer Bommel.
In 1959 ging de sprookjesstad failliet en hield ze op te bestaan. Na verkoop van de inboedel hadden diverse Oisterwijkers nog een tijdlang een Rommeldams gebouwtje in hun tuin staan. Het overgrote deel is verloren gegaan. Ook het theehuis bestaat niet meer. Een later geplaatst bord met het opschrift "Huize Rommeldam" bij Gemullehoekenweg 66 houdt ter plaatse de herinnering aan de miniatuurstad levend.

## Groenlo
In Groenlo wordt Bommelwereld gebouwd, een nieuw attractiepark waar ook Rommeldam in zal voorkomen. Het attractiepark wordt naar verwachting in 2025 geopend.